# 稲沢電灯
稲沢電灯株式会社（いなざわでんとうかぶしきがいしゃ、旧字体：稻澤電燈株式會社）は、大正から昭和戦前期にかけて現在の愛知県稲沢市に存在した電力会社である。稲沢とその周辺地域に電気を供給した。
会社設立は1920年（大正9年）だが、設立直後に吸収した稲沢電気株式会社（いなざわでんき、旧字体：稻澤電氣）が前身会社にあたる。この前身会社は1912年（明治45年・大正元年）の設立・開業。稲沢電気時代・稲沢電灯時代ともに一貫して配電専業であり、稲沢電灯時代には受電元である大手電力会社東邦電力の傘下にあった。1939年（昭和14年）に東邦電力に事業を譲渡し解散した。

## 沿革

### 稲沢電気時代

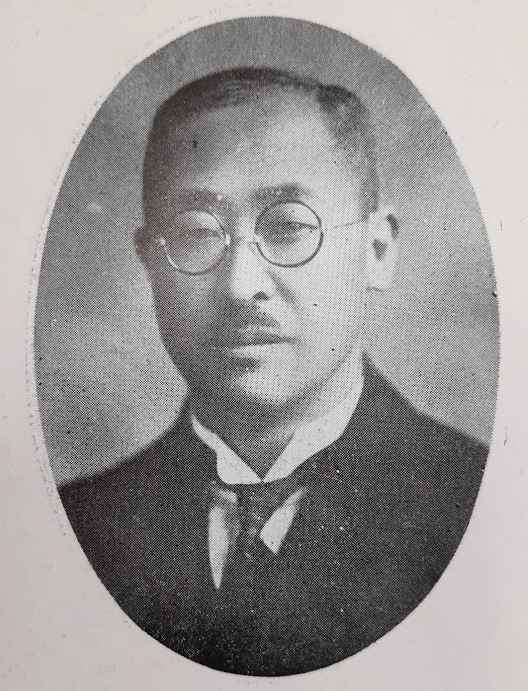
山田佑一（第6代山田市三郎）

1889年（明治22年）12月、名古屋市において名古屋電灯が開業し、愛知県における電気事業の歴史が始まった。同社は中部地方第一号となる電気事業者でもあった。電気事業は県内他都市にも波及していき、1894年（明治27年）に豊橋市で豊橋電灯（後の豊橋電気）が、次いで1897年（明治30年）に岡崎市で岡崎電灯が相次いで開業する。以後しばらく3社体制が続くが、1912年（大正元年）以降、一宮市の一宮電気など新規事業者が相次いで開業をみた。稲沢電灯の前身、稲沢電気もこの時期に出現した事業者の一つになる。
愛知県西部の中島郡稲沢町（現・稲沢市）では、1900年（明治33年）に稲沢銀行が設立されていた。稲沢銀行は頭取となった郡内随一の地主山田市三郎をはじめ、町の地主・商業者によって起業された銀行である。その7年後の1907年（明治40年）、山田佑一（山田市三郎の長男・1876年生）らによって力織機による綿布生産を目的として稲沢織布株式会社が立ち上げられた。それからさらに5年後の1912年（明治45年）7月12日、山田佑一を社長として稲沢電気株式会社が設立された。設立時点での稲沢電気の資本金は3万円。同日の創立総会で選ばれた役員は取締役社長山田祐一のほか常務取締役山田藤吉、取締役田中逸二・原平左衛門・三輪常三郎、監査役山田文七・山田半三郎・飯田剛平という顔ぶれで、山田佑一を含む8名の役員全員が会社のある稲沢町大字稲沢字稲葉町の人物である。この8名は全員稲沢織布の役員との兼任で、さらに山田藤吉・原・三輪・山田文七の4名は稲沢銀行の役員（特に三輪は取締役兼支配人）でもある。
稲沢電気では設立に先立つ1912年3月2日付で逓信省から事業許可を得ていた。開業は1912年（大正元年）12月25日付。12月末の時点では稲沢町と南の大里村にて電灯1050灯を点灯し、精米など食品加工用に電動機11台分・計27馬力の電力を供給した。稲沢電気が起業された1910年代初頭は、名古屋市の電力会社名古屋電灯（後の東邦電力）が長良川発電所や八百津発電所（木曽川）といった大型発電所の完成を機に大口電力需要家を開拓していた時期であった。それに呼応して隣接する一宮市でも1912年2月に一宮電気が設立されている。一宮電気と稲沢電気は自社電源を持たず名古屋電灯からの受電を電源とするという点で共通であった。
1914年（大正3年）1月、稲沢電気は7万円の増資を決議した。この増資は稲沢町の西にあたる明治村とさらに西側の祖父江町（現・稲沢市）へと配電を拡張するためで、実際に同年上期中（5月まで）に両町村で供給を始めている。次いで稲沢町の東側でも1916年（大正5年）に丹羽郡丹陽村（現・一宮市）と西春日井郡春日村（現・清須市）、1918年（大正7年）に西春日井郡西春村・師勝村（現・北名古屋市）へとそれぞれ配電範囲を拡大した。区域の拡大と域内での普及に伴い1920年5月時点での電灯取付戸数は7218戸、電灯取付数は1万4421灯に増加。電動機も織布工場の電化で織機用が出現するなど普及が見られ1920年5月時点では75台・計234馬力（約174キロワット）の利用があった。こうした需要増加に伴い、電源である名古屋電灯からの受電電力も開業時の30キロワットから1920年初頭には284キロワットへと伸長している。

### 稲沢電灯時代
事業規模が拡大するにつれ、稲沢電気のような配電専業の事業者では、購入電力料金の増加や自社変電所建設などの設備投資によって利益率が低下していく傾向にあった。そうした状況下で全国的に中小事業者の整理が活発化する中、隣接する一宮電気は1920年（大正9年）4月に名古屋電灯へと合併される。一方、稲沢電気についても前後して動きがあり、名古屋電灯傘下の「稲沢電灯株式会社」への再編がなされた。
再編の第一歩は「稲沢電機株式会社」の設立である。稲沢電機は1920年1月31日、資本金50万円で稲沢町に発足した。取締役は神谷卓男（名古屋電灯常務）・青木義雄（同支配人）・村瀬末一（元名古屋電灯副支配人）、監査役は角田正喬（名古屋電灯常務）・井阪勝三（同技師長）という顔ぶれで、詳細は不明ながら名古屋電灯が稲沢電気に対して資本参加する目的で設立した会社とみられる。同年3月7日、稲沢電機は稲沢電気の合併を決議する。この合併は6月28日付で逓信省から認可され、それを受けて7月16日、存続会社の稲沢電機側で合併報告総会が開催されて合併手続きが完了した。稲沢電気の合併と同時に稲沢電機は稲沢電灯株式会社へと改称。さらに役員の改選を行い、取締役に角田・神谷・青木と山田佑一・山田藤吉ほか5名、監査役に村瀬ほか2名を選出した。角田・神谷・青木・村瀬以外の計9名はいずれも合併直前時点における稲沢電気の役員である。稲沢電灯ではこのうち山田佑一が社長、山田藤吉が常務を務めている。
合併前の稲沢電気は資本金10万円（全額払込済み）の会社であったが、合併に伴う稲沢電機の資本金増加は50万円とされ、稲沢電灯の資本金は100万円（うち35万円払込）となった。総株数は2万株で、1920年11月末時点ではうち9600株を名古屋電灯が所有している。この名古屋電灯は一宮電気の合併後も周辺事業者の合併を積極的に展開し、関西水力電気（奈良県）との合併で1921年（大正10年）に関西電気へと発展。翌1922年（大正11年）には九州の九州電灯鉄道と合併し東邦電力株式会社に姿を変えた。東邦電力となる過程の周辺事業者統合ではすでに同社の傘下に入っていた津島の尾州電気も合併されているが、稲沢電灯は吸収されなかった。
新体制となった稲沢電灯では引き続き供給の拡充を図り、1920年9月より従来の供給範囲に隣接する中島郡千代田村にて、次いで1923年（大正12年）6月より同郡長岡村にてそれぞれ配電を開始する。さらに供給量の拡大に伴って1923年9月に稲沢町字北山へ自社変電所を設置している。供給実績については、電灯についてみると1921年度に前年比で300灯減少した以外は1930年代まで一貫して増加し、1937年度に取付数が4万灯を突破した。一方電動機の利用は1930年前後の不況期に一時低迷するものの全体的には拡大傾向にあった。1930年代後半に入ると、稲沢町内では稲沢銀行関係者が進めた工場誘致運動が実って森林紡績（1936年3月会社設立、純綿糸・混紡糸製造）をはじめとする大規模工場の進出が活発化した。その森林紡績は稲沢電灯の大口需要家となっており、名古屋逓信局の資料によると1937年（昭和12年）末時点では650キロワットを供給している。
最後の成績公表となった1939年（昭和14年）5月末時点では電灯取付数4万1680灯、動力用電力供給847.5馬力（約632キロワット）、電熱その他装置電力用供給64.4キロワット、大口電力供給960キロワットを数えた。同年上半期の電灯料収入と電力・電熱料収入の比率は49.5対50.5で後者の方がわずかに大きい。1937年末時点ではあるが、電源は東邦電力からの受電1833キロワット（受電地点は稲沢変電所およびその他3地点）のみで構成された。

### 東邦電力への統合
1930年代後半になり発電・送電設備を国で管理するという電力国家管理政策が具体化されると、国家管理体制に応じた配電事業の整理・強化も国策として定められるようになった。それを反映して1937年6月、逓信省は全国の主要事業者に対し隣接小規模事業者を統合するよう勧告した。名古屋逓信局が企図した東邦電力に関する事業統合は、当初、岐阜・三重両県下の17社が対象で、稲沢電灯を含む傍系会社は指名されなかった。しかし1939年（昭和14年）に入ると未統合で残る稲沢電灯や岐阜県の大垣瓦斯電気（現・大垣ガス）についても事業統合を半強制的に求める方針を固め、同年1月27日、稲沢電灯の経営陣を名古屋逓信局に呼び出して速やかに東邦電力に合流するよう厳命した。
こうした名古屋逓信局の意向に従い、東邦電力では1939年2月より関西区域駐在常務取締役の市川春吉を担当者として稲沢電灯経営陣との間に統合交渉を進めた。その結果、東邦電力関連の持株ではない稲沢電灯の株式を稲沢電灯経営陣がすべて取りまとめた上で一括して東邦電力側に肩代わりする、という統合に向けた手順が取り決められた。株式譲渡は4月1日付で実行に移されており、稲沢電灯の株主は1938年下期末（11月末）時点では9500株を持つ東邦証券保有（東邦電力の傘下企業を束ねる持株会社で1925年設立）を筆頭に計264名に達していたものが、1939年上期末時点では計2万株のうち1万株を東邦証券保有、9895株を東邦電力で持つ形となり計11名まで減少している。
株主の変更に伴い経営陣も改められた。1938年下期末段階では稲沢町の山田市三郎（山田佑一から改名）が取締役社長、同じく稲沢町の田中甚三郎（田中逸二から改名）が常務取締役を務めていたが、株式譲渡を受けて4月28日に開かれた臨時株主総会で旧役員はすべて辞任し、市川春吉（取締役社長）ら新役員6名が選ばれた。市川以外の新役員もすべて東邦電力の取締役ないし幹部社員である。
こうした株主の集約や役員交代といった準備を経た上で稲沢電灯から東邦電力への事業譲渡は実行に移された。この事業譲渡は1939年7月に逓信省から認可が下り、同年8月1日付で実施された。稲沢電灯は同日をもって解散している。事業譲渡に伴い、稲沢町の旧稲沢電灯本社はそのまま旧稲沢電灯の営業地域を担当する東邦電力一宮支店稲沢営業所に姿を変えたが、東邦電力による営業期間は短く、3年後の1942年（昭和17年）4月、配電統制のため中部配電（中部電力の前身）へと移管された。

## 年表
- 1912年（明治45年）
  - 3月2日 - 逓信省より電気事業の経営許可[11]。
  - 7月12日 - 稲沢電気株式会社設立。資本金3万円、本店所在地愛知県中島郡稲沢町大字稲沢字稲葉町1番地[2]。
- 1912年（大正元年）
  - 12月25日 - 稲沢町ほか1村を供給区域として開業[11]。
- 1913年（大正2年）
  - 10月2日 - 本店を稲沢町大字稲沢字稲沢町902番地へ移転[41]。
- 1914年（大正3年）
  - 1月30日 - 7万円の増資を決議[14]。
- 1920年（大正9年）
  - 1月31日 - 稲沢電機株式会社設立。資本金50万円、本店所在地稲沢町大字稲沢字稲葉町902番地[1]。
  - 7月16日 - 稲沢電機は稲沢電気を合併し社名を稲沢電灯株式会社と改称[18]。合併後の資本金は100万円[16]。同日稲沢電気は合併に伴い解散[18]。
  - 7月30日 - 本店を稲沢町大字稲沢字稲葉町1897番地へ移転[20]。
- 1939年（昭和14年）
  - 8月1日 - 東邦電力株式会社へ事業を譲渡[30]。同時に稲沢電灯解散[3]。

## 供給区域
1937年（昭和12年）12月末時点における稲沢電灯の供給区域は以下の通り。いずれも愛知県内である。
- 中島郡
  - 稲沢町・大里村・千代田村・明治村・祖父江町・長岡村（現・稲沢市）
- 丹羽郡
  - 丹陽村（現・一宮市）
- 西春日井郡
  - 春日村（現・清須市）
  - 西春村・師勝村（現・北名古屋市）